# Ханкок (округ, Теннесси)
Округ Ханкок (англ. Hancock County) располагается в штате Теннесси, США. Официально образован в 1844 году. По состоянию на 2010 год, численность населения составляла 6819 человек.

## География
По данным Бюро переписи США, общая площадь округа равняется 580,161 км2, из которых 574,981 км2 — суша, и 3,108 км2, или 0,540 % — это водоёмы.

### Соседние округа
- Ли (Виргиния) — север
- Скотт (Виргиния) — северо-восток
- Хокинс (Теннесси) — восток
- Грейнджер (Теннесси) — юго-запад
- Клейборн (Теннесси) — запад

## Население
По данным переписи населения 2000 года в округе проживает 6786 жителей в составе 2769 домашних хозяйств и 1938 семей. Плотность населения составляет 12,00 человек на км2. На территории округа насчитывается 3 280 жилых строений, при плотности застройки около 6,00-ти строений на км2. Расовый состав населения: белые — 97,91 %, афроамериканцы — 0,49 %, коренные американцы (индейцы) — 0,24 %, азиаты — 0,07 %, гавайцы — 0,01 %, представители других рас — 0,34 %, представители двух или более рас — 0,94 %. Испаноязычные составляли 0,37 % населения независимо от расы.
В составе 31,00 % из общего числа домашних хозяйств проживают дети в возрасте до 18 лет, 55,10 % домашних хозяйств представляют собой супружеские пары, проживающие вместе, 11,00 % домашних хозяйств представляют собой одиноких женщин без супруга, 30,00 % домашних хозяйств не имеют отношения к семьям, 27,70 % домашних хозяйств состоят из одного человека, 13,50 % домашних хозяйств состоят из престарелых (65 лет и старше), проживающих в одиночестве. Средний размер домашнего хозяйства составляет 2,39 человека, и средний размер семьи — 2,91 человека.
Возрастной состав округа: 23,10 % — моложе 18 лет, 8,80 % — от 18 до 24, 26,90 % — от 25 до 44, 25,50 % — от 45 до 64, и 25,50 % — от 65 и старше. Средний возраст жителя округа — 39 лет. На каждые 100 женщин приходится 95,10 мужчин. На каждые 100 женщин старше 18 лет приходится 94,30 мужчин.
Средний доход на домохозяйство в округе составлял 0 USD, на семью — 0 USD. Среднестатистический заработок мужчины был 23 150 USD против 18 199 USD для женщины. Доход на душу населения составлял 11 986 USD. Около 25,30 % семей и 29,40 % общего населения находились ниже черты бедности, в том числе — 37,50 % молодежи (тех, кому ещё не исполнилось 18 лет) и 30,70 % тех, кому было уже больше 65 лет.